# كل البنات بتحب الشوكولاتة (فلم)
كل البنات بتحب الشوكولاتة فيلم مصري تم انتاجه عام ٢٠٠٨م، وتم عرضه بتاريخ 23 سبتمر 2008 في مصر. وهو من الأفلام القصيرة مدة الفيلم ٢٩ دقيقة.  

## طاقم العمل

### الممثلين
- آيه حميدة
- بسمة ياسر
- نجلاء يونس
- نادر فؤاد
- أحمد نور
- أنوشكا
- شريف الوسيمي
- أحمد حداد (ممثل)

### تأليف
- أحمد حداد

### إخراج
- أحمد حداد

### تصوير
- محمد عبد الرؤوف